# Opopaea olivernashi
Espèce
Opopaea olivernashi est une espèce d'araignées aranéomorphes de la famille des Oonopidae.

## Distribution
Cette espèce est endémique du Sud-Est du Queensland en Australie. Elle se rencontre dans le parc national de Lamington.

## Description
Le mâle holotype mesure 1,44 mm et la femelle 1,87 mm.

## Étymologie
Cette espèce est nommée en l'honneur d'Oliver Nash.

## Publication originale
- Baehr, 2011 : Australian goblin spiders of the genus Opopaea Simon, part 1. The species of the IBISCA-Queensland project at Lamington National Park (Araneae: Oonopidae). Memoirs of the Queensland Museum Nature, vol. 55, no 2, p. 413-437 (texte intégral).